# Ултрасонографија
Ултрасонографија је неинвазивна дијагностичка метода, у хуманој и ветеринарској медицини, заснована на примени ултразвучних таласа,  фреквенције изнад фреквенције чујности људског ува. У медицинској дијагностици користи се ултразвук фреквенције између 3 и 10 MHz. У телу се ултразвук првенствено шири лонгитудиналним таласима, код којих честице ткива титрају уздуж смера ширењем таласа. У данашњим медицинским ултразвучним уређајима употребљавају се информације о времену и смеру повратка ултразвука и амплитуди рефлектованог ултразвука од ткива и органа. Остали подаци, попут фазе и угла расејања за сада се не употребљавају, мада су у свету у току истраживања могућности да се и та својства ултразвука употребе за диференцијацију ткива.
Последњих година, ултрасонографија (УС) је постала важна метода дијагностике и процене активности многих виталних делова тела и органа, јер је јефтина и широко доступна великом броју ординација, установа, медицинским и ветеринарским центрима. Она омогућава приказ меких и шупљих органа, крвних судова, тетива, зглобова и параартикуларних структура.
Преглед ултразвуком је једноставан, безболан, визуелизира тренутно стање структура (у реалном времену), а пацијент при томе није изложен штетном дејству јонизујућег зрачења, што ултрасонографију, као дијагностичку методу, чини изузетно корисном у дечјем узрасту, чак и више у односу на одраслу популацију.
Разлога за масовну примену ултрасонографија има више, на првом месту је њена нешкодљивост (досад није доказана штетност ултразвука на сисаре), што допушта могућност понављања прегледа без опасности по здравље деце и одраслих особа. Посебан значај ултрасонографија има у ургентним стањима, нарочито код трауматизованих и тешко покретних пацијената.

## Историја
Први покушаји медицинских стручњака да завире у унутрашњост човековог тела и испитају изглед и стање његових унутрашњих шупљина и канала, отпочели су у првој половини 19. века. Ова прича о развоју примене ултразвука у медицини вероватно би могла да почне са историјом мерења удаљености под водом помоћу звучних таласа (ултразвучног осцилатора-сонара, који је прво коришћен у ратне сврхе и то за откривање подморница). По тој логици ултразвучни скенери, који раде помоћу звучних таласа, могу се посматрати као један облик „медицинског“ ултразвучног осцилатора или сонара, којим се, уместо испитивања водом испуњених шупљина, испитује изглед и стање унутрашњих шупљина и канала човековог организма.
Веома високе фреквенције звучних таласа, изнад граница људског слуха, открио је енглески научник Френсис Галтон 1876. године, проналаском звиждаљке за псе са константном звучном фреквенцијом, назване по њему „Галтонова звиждањака“.
За даља изучавања високофреквентног ултразвука заслужан је италијански биолог Лазаро Спаланзани. Он је ове особине звучних таласа спознао 1794. код слепих мишева који су летели прецизно у мраку користећи ехо-рефлексију звучних таласа високе фреквенције (нечујни звук). На основу ових сазнања током 1826. швајцарски физичар Жан-Данијел Колдон успешно је користио „подводно звоно“ да одреди брзину звука у водама Женевског језера.
У касним 1880-им, физичари су радили у правцу дефинисања основних закона физике звучних вибрација (таласа), њиховог преноса, простирања и преламања. Један од њих био је лорд Рејли, у Енглеској, који је у чувеном трактату „The Theory of Sound“, објављеном 1877, први описао звучни талас као математичку једначину, и тиме поставио основе будућег практичног рада у акустици.
Током 1880. године Пјер Кири и његов брат Пол-Жак (Pierre и Paul-Jacques Curie) открили су пијезоелектрични ефекат кристала кварца, што ће касније чинити основу за даљи развој и примену ултразвука. Међутим, практична примена овог њиховог открића није било могуће све до развоја електронског осцилатора с почетка 20. века, или тачније до 1917. године, када је Ланжевен, служећи се инверзним пијезоелектричним ефектом и применом овог принципа, конструисао први ултразвучни осцилатор, на основу којег ће се касније правити и први ултразвучни уређаји за медицинску примену.
Биолошко деловање ултразвука открили су Вуд и Ломис 1927. године, који су доказали да разлагање еритроцита и смањење покретљивости мишева може настати након излагања ултразвучним таласима високе фреквенције (300 kHz) и високог интензитета. Такође они су 1927. објавили да одређена јачина ултразвука убија жабе и змије за један минут.
Терапијска примена ултразвука почела је 1928. године, али су први резултати објављени тек 1939. године, у радовима о некрози ткива бубрега код зеца, хемолизом еритроцита in vitro (примењена доза била је 2 W/cm², а фреквенција 1 MHz).
Ултразвучна енергија, у медицинске сврхе, први пут је примењена од стране др Џорџа Лудвига (енгл. George Döring Ludwig, 1922—1973) са Морнаричког института за медицинска истраживања, Бетесда (Мериленд) крајем 1940. године.
Године 1942. Лин и Путнам успешно су применили ултразвучне таласе у лечењу болести мозга код животиња. Након краниотомије Wiliam Fry и Russell Mayers су ултразвуком уништили делове базалних ганглија код пацијента који је боловао од Паркинсонове болести.
Енглез рођен и школован у САД, Џон Вилд (енгл. John Wild, 1914—2009) први је употребио ултразвук за процену дебљине цревног ткива 1949. На основу Вилдових раних објављених радова о ултразвуку он се често назива и оцем дијагностичке ултрасонографије у медицини.
Даљем развоју клиничке примене ултразвука допринео је и Raimar Pohlman који је од 1938. године непрестано развијао клиничку примену ултразвука у једном институту у Берлину. Резултате свога рада Raimar је 1951. детаљно приказо у књизи која је објединила његов рад и рад његових сарадника на пољу физике и примене ултразвука у медицинске сврхе.
Следила је све масовнија примена ултразвучне терапије у медицини, од стране: Buchatala (1952) у Немачкој и Kuiwert-а i Harr-а 1955. године у САД. In vivo или in vitro 50-их година 20. века вршени су експерименти код карцинома јетре, простате и дојке.
Године 1962, након двогодишњег упорног рада, Џозеф Холмс, Вилијам Рајт и Ралф Мајердик развили су први контактни Б-мод скенер. Њихов рад је подржан од стране енгл. United States Public Health Service и Универзитета у Колораду. Рајт и Мајердик су убрзо напустили универзитет како би формирали компанију енгл. Physionic Engineering Inc, која је покренула производњу првог комерцијалног преносног контактног Б-мод скенера 1963. године. То је био почетак масовне примене најпопуларнијег ултразвучног скенера.

## Физика звука
Таласно кретање
Таласно кретање је поремећај или осцилација која преноси енергију кроз одређену средину, без транспорта неке супстанце. У физици таласног кретања разликујемо електромагнетне и механичке таласе:
- Електромагнетни таласи су таласи за чије простирање није потребна материјална средина, јер представљају промену електричног поља које је праћено променом магнетног поља. У електромагнетне таласе спадају: светлосни таласи, радиоталаси, ултраљубичасти и инфрацрвени таласи.
- Механички таласи настају преношењем осцилација са једне на другу честицу у одређеном ритму и они изазивају промене у материјалној средини (вода, ваздух и чврста тела).

Механички таласи настају преношењем осцилација са једне на другу честицу у одређеном правцу. Они могу бити:
- Лонгитудинални - уколико се правац осциловања честица поклапа са правцем простирања таласа
- Трансверзални - ако је осциловање честица вертикално на правац простирања таласа. Ова врста таласа простире се само кроз чврста тела.

Према начину кретања кроз одређену средину талас се може јавити као:
- Пулсни талас - који се као изоловани поремећај, у виду пулса, креће кроз неку средину
- Континуирани талас - који се периодично простире у току неког времена (тј. континуирани таласи се периодично понављају у простору и времену).

Звучни таласи
Звучни таласи представљају механичке лонгитудиналне таласе. Они се простиру кроз све средине (чврсту, течну и гасовиту). Људско уво у стању је да региструје звучне таласе чији је фреквентни опсег 20-20.000 Hz. Испод овог опсега (<20 Hz) звучни таласи припадају области инфразвука. Таласи изнад фреквентног опсега за људско уво (>20.000 Hz) припадају области ултразвука.
Ултразвучни таласи
Карактеристика ултразвучних таласа је велика енергија, која расте са порастом фреквенције. Како се кроз материјалну средину звук шири предајом механичке енергије од честице до честице, то за последицу има настајање осциловања честица око њиховог равнотежног положаја.
За медицину је од посебног значаја лонгитудинални начин ширења таласа, јер се у меким ткивима таласи углавном шире на тај начин. Током интеракције ултразвучних таласа са средином кроз коју пролазе настају различити ефекти: рефлексија, трансмисија и расејања ултразвучних таласа.
Сноп ултразвучног таласа који се шаље ка унутрашњости тела ограничен је како по ширини тако и по дубини продирања. Делови организма кроз које се талас простире не представљају идеалну материјалну средину и зато апсорбују само део ултразвучне енергије. То су позитивни ефекти ултразвука који се могу користити у ултразвучној терапији.
При проласку ултразвука кроз хомогену средину долази до слабљења његовог интензитета, који се карактерише коефицијентом атенуације и одвија се по експоненцијалном закону. При ширењу ултразвучног снопа, његовом дивергенцијом, долази до прерасподеле енергије, од центра ка периферији, што доводи до слабљења ултразвучног снопа по централној оси. За тачкасти извор, интензитет опада са квадратом растојања. Ако се у средини кроз коју се креће ултразвучни талас налази и нека нехомогеност, долази до расејавања снопа, што додатно слаби његов интензитет и утиче на квалитет фокусирања у ткивима.
Током кретања ултразвука кроз хомогену средину долази до слабљења његовог интензитета, који се карактерише коефицијентом атенуације α (по експоненцијалном закону). Већи коефицијент атенуације резултује већим слабљењем ултразвука, односно његов домет је мањи. Такође домет ултразвука зависи и од учесталости или фреквенције. Ултразвук веће фреквенције више се апсорбује и домет му је мањи. Апсорпција у меким ткивима расте приближно линеарно са фреквенцијом у области од 0,5 до 10 MHz.
| Средина                    | Брзина звука {\displaystyle c} у m/s | Учесталост {\displaystyle Z} у kg/m²s | Густина {\displaystyle \rho } у kg/m³ |
| -------------------------- | ------------------------------------ | ------------------------------------- | ------------------------------------- |
| Ваздух                     | 340                                  | 410                                   | 1,2                                   |
| Маст (вода) Мозак (мишићи) | 1500                                 | 1,5·106                               | 1000                                  |
| Кост (компактна)           | 3600                                 | 6·106                                 | 1700                                  |

У дијагностичкој ултрасонографији ове вредности параметара звука су заједничке:
- Фреквенција ултразвука: {\displaystyle f=1\ldots 40\,\mathrm {MHz} }
- Просечни интензитет: {\displaystyle J=100{\tfrac {\mathrm {mW} }{\mathrm {cm} ^{2}}}}
- Средња вредност притиска (у поређењу са нормалним притиском): {\displaystyle \Delta p<0{,}6\cdot 10^{5}\,\mathrm {Pa} }.

### Доплеров ефекат
Доплеров ефекат назван је тако по научнику који је овај ефекат описао. Доплеров ефекат је појава да услед релативног кретања пријемника или извора таласа долази до мењања фреквенције таласа. Ако се пријемник и предајник крећу један ка другом (или се приближавају), фреквенција се помера навише (расте), а ако се пријемник и предајник крећу један од другог (или се удаљавају), фреквенција се помера наниже (опада). 
Разлика емитоване и примљене фреквенције назива се Доплерово померање, и управо је пропорционална брзини приближавања или удаљавања предајника и пријемника.
У медицини се Доплеров ефекат примењује тако да се ултразвук усмерава на покретне рефлекторе (обично еритроците у покрету) и мери се разлика емитоване и рефлектоване фреквенције, из које се може одредити брзина и карактеристике протока крви и стање у крвним судовима.

Важно је знати да Доплеров ефекат постоји само ако се због кретања мења растојање примопредајника и рефлектора. То значи да нема Доплеровог померања ако је кретање под правим углом на ултразвучни сноп. Кретање под неким другим углом мора се узети у обзир одговарајућим прорачуном.

## Врсте и принцип рада ултрасонографа

### Врсте
У савременој дијагностици примењују се три типа уређаја за ултразвучну дијагностику:
Импулсни ехоскоп
Овај тип апарата намењен је за приказ слојевитих слика унутрашњости тела.
Ехоскоп
Који ради на принципу Доплеровог ефекта Овај апарат је намењен за приказ и мерење покрета различитих структура у телу (срчани залисци, проток крви),
Комбиновани тип ехоскопа
Ова врста апарата у себи обједињава функције претходна два типа уређаја.

### Принцип рада
Апарат за добијање ултразвука састоји се од генератора и апликатора. Генератор производи електричне осцилације различитог напона и фреквенције које се уз помоћ пијезоелектричног елемента конвертују у апликатору у механичке (ултразвучне) осцилације. Потом ултразвучни ехоскоп у унутрашњост тела шаље кратке високофреквентне ултразвучне импулсе (фреквенције између 2 и 10 MHz, трајања мање од 1 µs) и, на основу времена потребног за повратак рефлектованог сигнала, одређују положај структура у телу које су одбиле ултразвучни импулс. Сам процес рада је под контролом рачунарског програма у микропроцесору апарата. Сигнал из сонде обрађује се у компјутеру и у облику слике приказује на екрану.
У начелу уређај функционише тако да се према програму дигиталног рачунара активира пулс-генератор, који електричне импулсе, преко управљачке јединице (за усмеравање и фокусирање), преноси на претварач у сонди. Електричним импулсом у пијезоелектричној претварачкој сонди настају кратке високофреквентне механичке вибрације, од више стотина до више хиљада пута у секунди. Тако настале ултразвучне осцилације сонда преноси у тело. Одјеци осцилација из тела примају се истом сондом, и у посебном делу уређаја (појачалу за компензацију), појачавају, компензују, памте у меморији и приказују на систему за приказ (телевизијском монитору). У току рада са уређајем лекар или ветеринар мора сам да подеси појачало за компензацију тако да компензује пригушења ултразвука у подручју тела које претражује.

### Конструкција
Ултрасонограф, као високо софистицирани дијагностички апарат, у основи се састоји од:
- сонде,
- одашиљачког пулс генератора,
- појачала за компензацију,
- управљачке јединице за фокусирање,
- дигиталног процесора и
- система за приказ (монитора и штампача).

### Претварач ултразвучног снопа
Претварач је део ултразвучног апарата који електричне сигнале претвара у механичке (ултразвучне високофреквентне вибрације, више стотина до више хиљада у секунди) и обратно. Учесталост или фреквенција апарата одређује се карактеристикама пијезоелектричних плочица.
Када се, након активирања претварача, сонда прислони уз тело, њене пијезоелектричне плочице кроз тело шаље ултразвучни сноп, који нема једноличан интензитет ултразвука по својем попречном пресеку. Ако је сноп фокусиран, онда је он у подручју жаришта сужен. Што је сноп ужи, то је бочно разлучивање (попречно на сноп) боље.
По емитовању таласа из сонде унутрашњост тела у виду еха (одјека) враћа рефлектовани (одбијени) сигнал који на сонди изазива електрични набој који се након обраде у рачунару ехоскопа приказује на екрану осцилоскопа или телевизијском монитору у облику импулса или у виду светлих тачака које приказују рефлектоване површине у дводимензионалној слици. У зависности од амплитуде рефлектованих таласа тачкице на екрану ће бити светлије или тамније. Ова два вида осликавања су  А-скен  и  Б-скен .
А-скен (приказ)
То је једнодимензионалан приказ рефлектованих таласа дуж централне осе ултразвучног снопа. А-скен метод је све мање у употреби у медицинској дијагностици и углавном се користи у офталмологији за мерење димензија структура ока (нпр. диоптрија сочива наочара за корекцију вида), и за откривање тумора мозга.
Б-скен (приказ)
Овај тип приказа користи се за стварање дводимензионалне слике спајањем тачака које представљају рефлектоване таласе.
У непосредној близини претварача сноп је неравномеран због интерференције, то је тзв. блиско поље, које на већим удаљеностима монотоно опада (далеко поље). Ултразвучни таласи се фокусирају посебним сочивима, ултразвучним огледалима и електронски кашњењем активирања вишеструких претварача. Како је електронско фокусирање флексибилно, могуће га је фокусом позиционирати на одређено место (према потреби), док је фокус сочива или огледала фиксан.
Током прегледа плитких органа (штитне жлезде, дојке, ока), неравномерност блиског поља може сметати, и зато се између сонде и тела стављају купке за растојање (у импровизацији то може бити хируршка рукавица испуњена водом).

### Ултразвучне сонде и системи претраживања
Медицинска ултразвучна сонда (ехоскопска сонда) прислања се уз тело пацијента и садржи један или више ултразвучних претварача. У већини случајева, ова сонда аутоматски (најчешће брже од тромости ока), претражује унутрашњост тела (брзином од око 20 слика у секунди).
Сви типови сонди имају своје подручје примене и употребе у пракси. Линеарне сонде су најјефтиније и могу се употребљавати на свим местима где је приступни „прозор“ у тело довољно велик. Ако је акустички прозор узак, или се мора претраживати у страну, онда лекар примењује секторско претраживање (секторску сонду). У испитивању плитких органа, интерференцијска подручја у близини сонде (блиско поље) негативно утичу на квалитет слике, па треба употребити „одстојну стазу“ (слој воде или гела). Тако створени слој помоћи ће у избегавању мехурића ваздуха на путу таласима.

#### Конвексне сонде
Овај систем носи назив конвексни низ и разликује се од линеарне сонде по томе што су тракасти претварачи смештени на закривљеној површини, обично луку, па се добија начин претраживања између секторског и правоуглог. Поред ових система постоји још и тзв. фазно управљани претварач, који је конструисан попут линеарног, али су тракасти претварачи смештени на врло уском простору (1 до 2 cm), тако да се управљање смером снопа врши помоћу кашњења у времену активирања појединих претварача.

#### Линеарне сонде
Линеарне сонде садрже линеарни низ претварача. Око 64 претварача у облику траке смештено је један до другог на дужини 5 до 10 cm. Сваки од тих претварача може се посебно активирати путем својег кабла. Ако желимо добро усмерени сноп, претварач мора бити знатно већи од таласне дужине, па се стога у раду активирају групе претварача, на пример прво претварачи 1 до 10, потом претварачи 2 до 11, потом 3 до 12, и тако до краја сонде, и групе 55 до 64. Таквим распоредом се добија ефекат као да је претварач ширине 10 елемената померан уздуж линеарне сонде. Код ове се сонде у једној равни примењује електронско фокусирање, а у другој (попреко на раван претраживања) користи се фокусирање сочивом.

#### Секторске сонде
У пракси се користе две врсте секторских сонди. Обе врсте ових сонди дају приближно троугласти формат слике, и зато се називају секторским сондама.
- Прва врста — има ротирајући механички секторски претварач, у којој је неколико претварача смештено на ободу ваљка који се окреће. Кад неки од претварача доспе испред акустичког прозора који је усмерен према телу, онда се активира и ствара слику. У следећој фази то се исто догађа са следећим претварачем итд. Поједине слике се међусобно преклапају.
- Друга врста — има претварач који се њишућим покретима покреће и претражује унутрашњост тела.

#### Сонда са прстенастим претварачем и њишућим огледалом
Ове сонде имају претварач састављен од концентричних прстенова који се могу независно активирати, и којим се може остварити електронско фокусирање. Претраживање унутрашњости тела врши се покретним огледалом.

### Компензација пригушивања и сива скала
Ултразвук се апсорбује и распршује у телу, па су његови одјеци од дубљих структура у телу слабији него одјеци структура ближих површини. Како је за дијагностику важно да се једнаки рефлектори прикажу једнакима на слици, пригушење се мора компензовати електронским путем. Због тога се у компензационом појачалу више појачавају одјеци од дубљих структура, него они од плићих. Разлика у појачању за дубље и плиће структуре може се мењати спољним контролама и битно је да лекар или ветеринар зна како и зашто то ради. Ако је ткиво више апсорбирајуће, мора се разлика појачања предњих и задњих одјека учинити већом. Поред тога, постоји још и могућност да се мења укупно појачање, дакле у једнакој мери за предње и задње одјеке.
Посебно је могуће управљати и распоном величина одјека који се на екрану приказују „сивом скалом“. Јачи се одјеци приказују светлијим, а слабији тамнијим тачкама. Тај се распон назива динамика приказима, и што је динамика већа, слика је пластичније. Слика уже динамике је контрастнија и погоднија за геометријска мерења.

## Доплер системи
На принципу Доплеровог ефекта ехосонографи се примењују за мерење брзине протока крви на неколико начина.
Континуирано
Код ово система ултразвук се може континуирано или у кратким импулсима емитовати и примати. Ако се ултразвук емитује континуирано, систем одлично мери све брзине, али нема дубинског разлучивања.
Импулсно
Ако се употребљава импулсни начин слања таласа, онда настаје дубинско раздвајање (можемо бирати крвне судове по дубини), при чему треба имати у виду да су могуће велике грешке у мерењу великих брзина дубоко у телу.
Резултати мерења се приказују спектрима на којима је на ординати приказан Доплеров помак, а на апсциси текуће време. Из насталог спектра могу се израчунати апсолутне брзине протока, ако се препозна угао између снопа ултразвука и протока. Ако тај угао није познат, а није близу 90°, кад мерење није могуће, ипак се могу добити важни подаци о отпору и еластичности крвног система (за шта су дефинисани посебни релативни индекси).
Ако се за Доплерово мерење примене дводимензионално распоређени импулси, могуће је добити дводимензионални семиквантитативни приказ протока кодиран у бојама (нпр. проток према сонди се приказује тоновима црвене боје, а проток од сонде тоновима плаве боје) Овај систем у боји знатно олакшава и убрзава дијагностичару сналажење током мерења протока.

## Врсте ултрасонографије

### Ултрасонографија срца
Ултасонографија срца или ехокардиографска срчаног система је веома важна и сасвим приступачна дијагностичка метода. У неким случајевима, метода је постала „златни стандард", који омогућава брже и једноставније утврђивање дијагнозе.
Поред тога, метода дозвољава откривање скривене срчане слабости, која се не манифестује током интензивног физичког напора.
Подаци о ехокардиографији (нормалне вредности) могу се разликовати у зависности од постављених стандарда појединих медицинских удружења.
Овом ултразвучном методом може се одредити:
- величина срца,
- стање срчаних комора и преткомора,
- стање срчаних атрија;
- дебљина срчаног зида,
- структура срчаног ткива;
- ритам откуцаја срца.

### Ултрасонографија крвних судова (артерија и вена) врата, руку и ногу, трбушне аорте, бубрежних артерија
У ангиологији или васкуларној медицини, дуплекс ултразвук (Б режим снимања у комбинацији са Доплеровим мерењем протока) користи се за дијагнозу артеријске и венске болести. Ово је посебно важно код потенцијалних неуролошких проблема, где се каротидни ултразвук обично користи за процену протока крви и потенцијалне или сумњиве стенозе у каротидним артеријама, док се транскранијални доплер користи за снимање протока у интрацеребралним артеријама.
Интраваскуларни ултразвук (ИВУЗ) користи специјално дизајниран катетер са минијатуризованом ултразвучном сондом причвршћеном на његов дистални крај, који се затим увлачи унутар крвног суда. Проксимални крај катетера је причвршћен за компјутеризовану ултразвучну опрему и омогућава примену ултразвучне технологије, као што је пиезоелектрични претварач или капацитивни микромашински ултразвучни претварач, за визуелизацију ендотела крвних судова код живих особа.
У случају уобичајеног и потенцијално озбиљног проблема код крвних угрушака у дубоким венама ногу, ултразвук игра кључну дијагностичку улогу, док се ултразвук хроничне венске инсуфицијенције ногу фокусира на површније вене како би се помогло у планирању одговарајућих интервенција. 

### Ултрасонографија у гинекологији
Индикационо поље ултрасонографије у гинекологији је:
- Преглед утеруса и оваријума
- Дијагноза утерусних и оваријалних тумора са мерењем протока
- Дијагноза инфламаторних процеса на тубама и у малој карлици
- Праћење овулације, аспирација фоликула
- Примена метода асистиране репродукције под контролом УЗ[18]

### Ултрасонографија грудног коша
Ултрасонографија грудног коша је једноставна, брза и поуздана метода која се данас још увек најчешће примењује у дијагностици радиографски нејасних засенчења. Примена ултрасонографске дијагностике код непокретних пацијента чини је методом избора у јединици интензивне неге на одељењима грудне хирургије и пулмологије.
Вредност ултрасонографског налаза грудног коша је валидна за клиничара јер ултразвуком могу јасно да се издиференцирају промене на плеури од промена у плућима, може да се процени карактер слободне или инкапсулиране интраплеуралне течне колекције и могу да се дефинишу и раздвоје солидне од цистичних лезија у свим структурама грудног коша доступним испитивању. На тај начин се у појединим случајевима избегава примена агресивнијих процедура.
Биопсије и дренаже органа у грудној дупљи које се изводе под контролом ултразвука омогућују поуздане дијагностичке информације уз незнатан ризик од развоја компликација.

### Ултрасонографија лимфних чворова
Ултрасонографијом се не могу видети здрави лимфни чворови, већ само увећани. Различити ултразвучни критеријуми лимфног чвора помажу у диференцијалној дијагнози порекла увећања лимфног чвора. Ултрасонографија је прва метода у дијагностичком алгоритму малигних лимфних чворова нпр. на врату. Предности ове методе се огледају у њеној широкој доступности, одсуству јонизујућег зрачења, нешкодљивости и поновљивости.
На ултразвучној слици лимфни чворови који су реактивно (запаљењски) увећани уочавају се као хипоехогене или анехогене добро ограничене масе. Метастатски измењени чворови се слично приказују, с тим што су поља некрозе унутар чвора хипоехогена, док кератин из тумора има хиперехогени изглед. Међутим, хиперехогеност у лимфном чвору може се јавити и услед присуства метаплазног масног ткива. Присуство хиларног еха у лимфном чвору указује на његову реактивну измењеност, а његова одсутност на малигну измењеност.
Главни недостатак ове методе је што може да прикаже само површне структуре до дубине од 4-6 cm, тако да дубоко локализовани лимфни чворови нису доступни прегледу, као ни већина примарних тумора.

### Ултрасонографија дојки
Прво индикационо подручје ултрасонографија била је диференцијална дијагноза палпабилних и мамографски позитивних промена на дојкама. Ту је ултрасонографија показала ефикасност од 96-100% у диференцијацији цистичних од солидних тумора. Ултрасонографија може да изврши диференцијацију бенигних и малигних солидних промена, али му је безбедност тада мања.
Ултрасонографија се не може користити као замена за мамографију, већ само као њена допунска метода.

### Ултрасонографија зглобова
Ултрасонографија интраартикуларних промена код носећих зглобова има дијагностички значај, јер може се пратити и еволутивност промена као и ефекат медикаментозне сам физикалне терапије. За преглед површинских структура користе се линеарне сонде, високе фреквенце. Већа фреквенца омогућава сам већу просторну резолуцију, али је дубина пенетрације смањена. Због тога се за преглед дубљих структура, као сто је кук, користе сонда од 5 MHz, док се за преглед колена и скочног зглоба користе сонде, 8-13 MHz.
Предности ултрасонографије у дијагностици промена код носећих зглобова су:
- Брз, једноставан и јефтин метод погледа која може често да се понавља, јер нема јонизујућег зрачења.
- Веома добра подударност са МР У циљу откривања присуства остеофита, мерења величине излива и дебљине зглобне хрскавице.[28]
- Омогућава визуелизацију у више равни, као и упоређивање са супротном страном.
- Динамски карактер погледа са извођењем покрета оболелих екстремитета
- Коришћење провокативних маневара уциљу дијагностике суптилних промена.
- Велика корист за вођења игле код пункције излива, што омогућава визуелну контролу дистрибуције лека (кортикостероиди, хијалуронска киселина).[29]
- Могућност градацији запаљењских промена Доплер сонографијом.

Мане ултрасонографије у дијагностици промена код носећих зглобова су:
- Захтева добро знање сонографисте
- Сенке костију онемогућавају визуелизацију.
- Отежан преглед зглобова који се испитују, код болесника са контрактурама, гојазних, са присутним ранама, завојима или гипсом.

### Ултрасонографија бубрега
Ултрасонографија бубрега је једноставни преглед, за који није потребна припрема пацијента. Може да се изводи у спиналном декубитусу болесника, са варијантама у латералном и дорзалном приступу.
- Основни (неопходан) налаз су контуре, димензије, покретљивост органа, стање паренхима, стање синуса, стање пијелокаликсног система са проксималним уретером
- Пожељно је и стање односа околних органа.

Ултразвук бубрега може да послужи у дијагностици агенезије или ектопије бубрега, или се у оваквим случајевима морају тражити и допунске дијагностичке методе. Веома лако се уочавају цистичне промене. Код полицистичне болести, ултразвук је средство за дефинитивну дијагнозу.
Ренална стаза мокраће такође, се лако уочава као изражена дилатација пијелона, пијелокаликсног система или проксималног уретера, који се у ситуацијама стазе може да уочити јер се протеже до горњих сегмента. У ситуацијама када постоји хидроуретер, промена може да се сагледава у већој дужини. Када је стаза изражена, односно превише траје, тада је реч о хидронефрози. У ситуацијама са хидронефрозом увек треба мерити дебљину паренхима (која је нормално 20-25 мм) и упоређивати налаз са супротном страном.
Тумори уротела, у ранијим стадијима развоја, када су локализовани у бубрегу, теже се уочавају уколико нема застојних промена. Међутим, тумори паренхима, нарочито уколико су већи од 2 cm, веома се лако детектују, као изоехогене солидне промене паренхима, јасно ограничене, понекад са јасном хиперваскуларизацијом. Такође могу се уочити увећани лимфни чворови, уколико их има. Сматра се да је рана детекција ових тумора увела револуцију у свакодневну употребом ултразвучну дијагностику тумора бубрежног паренхима.
Калкулоза бубрега веома се лако открива на ултразвуку. Могуће је детектовати микролитијазу, као и уратну литијазу, која је непримећена на рендгену. Такође, лако се поставља дијагноза апсцеса, пионефрозе, каверне и сл. У ситуацијама када постоји гнојење, тј. формиран пиогени садржај, он се лако диференцира од садржаја мање густине-мокраже, лимфе и сл. Понекад није могуће разликовати гној од крвних коагулума, али се налази могу употпунити подацима других тестова.

### Фетална ултрасонографија
Ултразвучним прегледом током трудноће (феталном ултрасонографијом) добија се у реалном времену слика плода, постељице и плодове воде на екрану ултразвучног апарата у црно-белој боји или у колору.
Овај преглед представља први визуелни контакт мајке са плодом и оставља неизбрисив траг у њеном сећању на трудноћу, а након прегледа може добити и слику или снимак плода за породични албум.
Како фетална ултрасонографија није радиолошка метода заснована на зрачењу рендгенским зрацима, она не може угрозити плод. А захваљујући ултрасонографији акушер је у могућности да добије много корисних информација о фетусу, да дијагностикује проблеме или да прати раст и развој плода (мери дебљину коже бебиног вратног набора и ниво хормона у крви мајке и тако у првом триместру трудноће открије ризик од Дауновог синдрома, и других урођених аномалија.

### Ултразвуком вођене биопсије
Ултразвуком вођене биопсије добијају све више на значају због једноставности процедуре и могућности да се избегне штетно деловање рендгенског зрачења. У реалном времену ултразвучним навођењем игле одређује се најкраћи пут од коже па до жељеног места за пункцију. Поред тога, због могућности праћења врха игле током целе интервенције, материјал се узима са најповољнијег места, избегавајући истовремено улаз у ваздушаста ткива, нпр. плућа, и настанак пнеумоторакса. Биопсија се изводи без посебне припреме и код непокретних болесника.

## Недостаци ултрасонографије
Недостатак ултрасонографије су:
- Изразита зависност методе о индивидуалном знању клиничара (субјективност прегледа), што значи да постоје велике разлике у интерпретацији налаза (interobserver variability).
- Разлике у приказу прокрвљености и у квалитету снимка између појединих УС уређаја (нпр. појачана прокрвљеност у једном зглобу, која се јасно види на уређају највише класе, не мора се уочити на уређају средње или ниже класе, који нема одговарајући софтвер за ниске протоке).
- Да, уколико се у више наврата процењују активност обољења или промене патолошког супстрата током и након лечења, пацијента треба прегледати увек на истом уређају и са истом сондом.